# 브라더스 (2015년 영화)
브라더스(Brothers)는 인도에서 제작된 카란 말호트라 감독의 2015년 액션, 드라마 영화이다. 악쉐이 쿠마르 등이 주연으로 출연하였다. 이 영화의 포스터는 2015년 3월 9일 공개되었으며 2015년 8월 주말 인도의 독립기념일을 맞아 개봉되었다.

## 출연

### 주연
- 악쉐이 쿠마르
- 재키 슈로프

### 조연
- 시드하스 말호트라
- 재클린 페르난데스
- 코넌 스티븐스
- 론 스무렌버그
- 쉐드 가스파스